# Ігнатович-Балінський Гнат Гнатович
Ігнатович-Балінський Гнат Гнатович — український режисер, актор, педагог. Чоловік актриси Марії Пільцер

## Біографія
Народився 17 листопада 1898 року в місті Немирові (зараз Вінницька область).
В 1918—1919 роках здобув акторську освіту в Київській драматичній студії при Молодому театрі.
1922—1925 — у театрі «Березіль», декан драматичного відділення Київського театрального інституту, пізніше — Харківського.
Близько 1923 одружився з Марусею Зеленкевич.
З 1935 року працював у кіно (грав у фільмі «Інтриган»).
Був асистентом Олександра Довженка в кінокартині «Щорс» (1939).
У 1941 році Ігнатовича евакуювали разом з Київською кіностудією. Проте вже в листопаді 1941 його звільнили разом з Лазарем Бодиком та Юлією Солнцевою за наказом директора кіностудії Якова Лінійчука, а фільм за мотивами роману Івана Франка «Борислав сміється», де Ігнатович був режисером, законсервували. Довженко намагався скаржитися, але відновили на роботі за кілька місяців лише Солнцеву.
Поставив разом з Ігорем Земгано фільм «Українські мелодії» (1945).

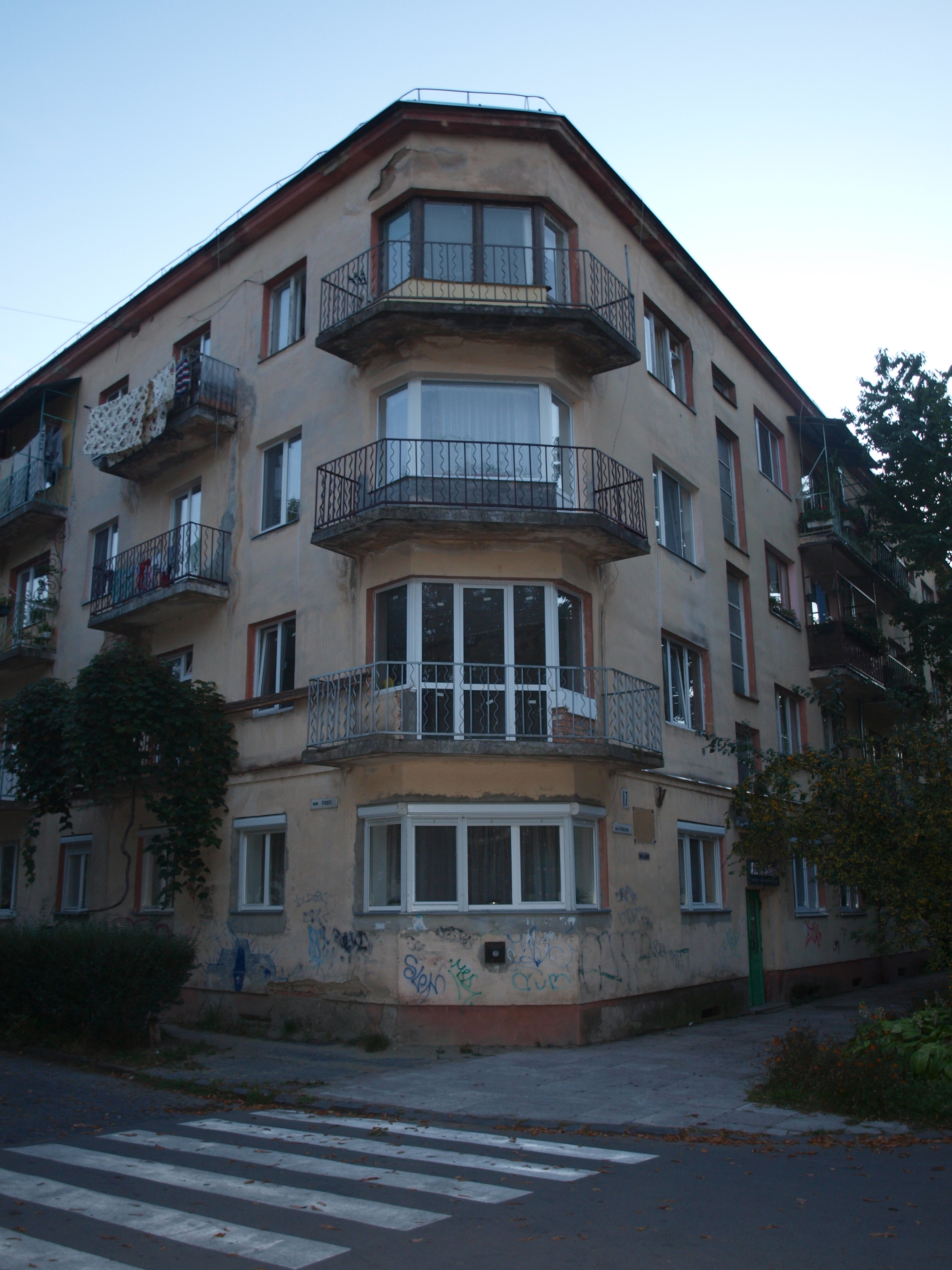
Будинок в Ужгороді, де проживав Гнат Ігнатович. Київська набережна, 17/4

1947—1948; 1953; 1960—1963 рр. — головний режисер Закарпатського обласного українського музично-драматичного театру (Ужгород).
Помер 16 січня 1978 р. в Ужгороді.

## Відзнаки
- Заслужений артист УРСР з 1960 року;
- Нагороджений орденом «Знак Пошани», медалями.